# 釜山中部警察署
釜山中部警察署（プサンジュンブけいさつしょ）は、釜山地方警察庁所管の警察署である。

## 管轄区域
- 中区

## 沿革
- 1945年10月 - 国立警察創設
- 1957年7月26日 - 釜山警察署を中釜山警察署に改称
- 1973年 - 中部警察署に改称
- 2001年 - 釜山中部警察署に改称

## 組織
- 署長
  - 聴聞監査官
- 警務課
  - 警務係
  - 経理係
  - 情報通信係
- 生活安全課
  - 112信号センター
- 捜査課
  - 科学捜査チーム
- 警備交通課
  - 警備対策係
  - 交通捜査係
  - 交通安全係
  - 交通管理係
- 情報保安課
  - 情報係
  - 保安係
  - 外事係

## 管轄地区隊
- 南浦地区隊

## 管轄派出所
- 富平派出所
- 瀛州派出所
- 宝水派出所
- 大庁派出所

## 管轄治安センター
- 昌善治安センター